# Edmund Bruggmann
Edmund "Edy" Bruggmann (Flums, 15 april 1943 - Walenstadt, 9 juni 2014) was een Zwitsers alpineskiër. Hij vertegenwoordigde zijn land op de Olympische Winterspelen van 1964, 1968 en 1972.
Zijn grootste succes behaalde hij op de Olympische Winterspelen 1972 in Sapporo, waar hij de zilveren medaille won op de reuzenslalom achter de Italiaan Gustav Thöni.
Hij won tussen 1968 en 1972 vijf wedstrijden in de wereldbeker alpineskiën: vier reuzenslaloms en een slalom. Zijn beste eindresultaat in de overall wereldbeker was de derde plaats in het seizoen 1971-72. In de wereldbeker reuzenslalom van 1967-68 en 1971-72 werd hij telkens tweede.